# Montenegro nos Jogos Olímpicos de Inverno de 2014
Montenegro participou dos Jogos Olímpicos de Inverno de 2014, realizados na cidade de Sóchi, na Rússia. Foi a segunda aparição do país em Olimpíadas de Inverno.

## Desempenho

### Esqui alpino
Feminino
| Atleta          | Evento | Descida 1 | Descida 2 | Total   | Pos. |
| --------------- | ------ | --------- | --------- | ------- | ---- |
| Ivana Bulatović | Slalom | 1:07.49   | 1:05.31   | 2:12.80 | 44º  |

Masculino
| Atleta       | Evento         | Descida 1 | Descida 2 | Total   | Pos. |
| ------------ | -------------- | --------- | --------- | ------- | ---- |
| Tarik Hadžić | Slalom         | 1:00.95   | 1:06.99   | 2:07.94 | 38º  |
| Tarik Hadžić | Slalom gigante | 1:36.55   | 1:35.84   | 3:12.39 | 62º  |

Legenda
| Recorde mundial      | Recorde mundial (World record)               |                       | Recorde africano                      | Recorde africano (African) |                                           | Q | Classificado por posição (Qualified) |
| Recorde olímpico     | Recorde olímpico (Olympic record)            | Recorde da América    | Recorde da América (Americas)         | q                          | Classificado por melhor tempo (Qualified) |   |                                      |
| Melhor marca do ano  | Melhor marca do ano (World leading)          | Recorde asiático      | Recorde asiático (Asian)              | DNS                        | Não largou (Did not start)                |   |                                      |
| Recorde nacional     | Recorde nacional (National record)           | Recorde europeu       | Recorde europeu (European)            | DNF                        | Não terminou (Did not finish)             |   |                                      |
| Recorde pessoal      | Recorde pessoal do atleta (Personal best)    | Recorde da Oceania    | Recorde da Oceania (Oceania)          | DSQ / DQ                   | Desclassificado (Disqualified)            |   |                                      |
| Recorde da temporada | Recorde da temporada do atleta (Season best) | Recorde sul-americano | Recorde sul-americano (South America) | NM                         | Sem marca (No mark)                       |   |                                      |